# Widoki (Kosowice)
Widoki – część wsi Kosowice w Polsce, położona w województwie świętokrzyskim, w powiecie ostrowieckim, w gminie Bodzechów.
W latach 1975–1998 Widoki administracyjnie należały do województwa kieleckiego.